# Mame Niang
Pour les articles homonymes, voir Niang.
Mame Cheikh Niang, né le 31 mars 1984 à Dakar, est un footballeur sénégalais, évoluant au poste d'attaquant.

## Carrière
Mame Niang évolue en 2010 au club norvégien de Kongsvinger IL. Il a joué auparavant au VfL Wolfsburg, à ASC Diaraf, aux Moroka Swallows et au Viking FK.